# Sebastes mentella
Sebastes mentella е вид лъчеперка от семейство Sebastidae. Видът не е застрашен от изчезване.

## Разпространение и местообитание
Разпространен е в Гренландия, Исландия, Канада, Норвегия, Свалбард и Ян Майен и Фарьорски острови.
Обитава крайбрежията на океани и морета. Среща се на дълбочина от 300 до 1441 m, при температура на водата от 0,2 до 8,2 °C и соленост 33,4 – 35,3 ‰.

## Описание
На дължина достигат до 58 cm.
Продължителността им на живот е около 75 години.